# ステファン・ケシ
ステファン・ケシ（Stephen Okechukwu Keshi、1962年1月23日 - 2016年6月7日）は、ナイジェリアの元サッカー選手。元ナイジェリア代表。ポジションはディフェンダー。

## 経歴

### クラブ
ナイジェリアやコートジボワールのクラブでプレーした後、1986年にベルギーのスポルティング・ロケレンに移籍。1987年からは強豪RSCアンデルレヒトでプレー、リーグ1回、ベルギーカップ2回の優勝を経験した。また、UEFAカップウィナーズカップ 1989-90では決勝まで勝ち上がった。その後はフランスやアメリカなどのクラブでプレーした。

### 代表
1981年にナイジェリア代表でデビュー。アフリカネイションズカップには3回出場し、1988年は準優勝、1992年は3位、1994年の成績を誇る。また、1994 FIFAワールドカップにも出場した。

## 代表歴

### 出場大会
- ナイジェリア代表
  - 1994 FIFAワールドカップ

### 試合数
- 国際Aマッチ （1981年-1994年）[1]

| ナイジェリア代表 | 国際Aマッチ | 国際Aマッチ |
| 年               | 出場        | 得点        |
| ---------------- | ----------- | ----------- |
| 1981             |             |             |
| 1982             |             |             |
| 1983             | 4           | 0           |
| 1984             | 8           | 1           |
| 1985             | 0           | 0           |
| 1986             | 0           | 0           |
| 1987             | 1           | 0           |
| 1988             | 4           | 0           |
| 1989             | 7           | 3           |
| 1990             | 1           | 0           |
| 1991             | 3           | 0           |
| 1992             | 6           | 1           |
| 1993             | 3           | 0           |
| 1994             | 6           | 0           |
| 通算             | 43+         | 5+          |